# Adriana Esteves
Adriana Esteves Agostinho Brichta (Rio de Janeiro, 15 dicembre 1969) è un'attrice brasiliana.

## Biografia

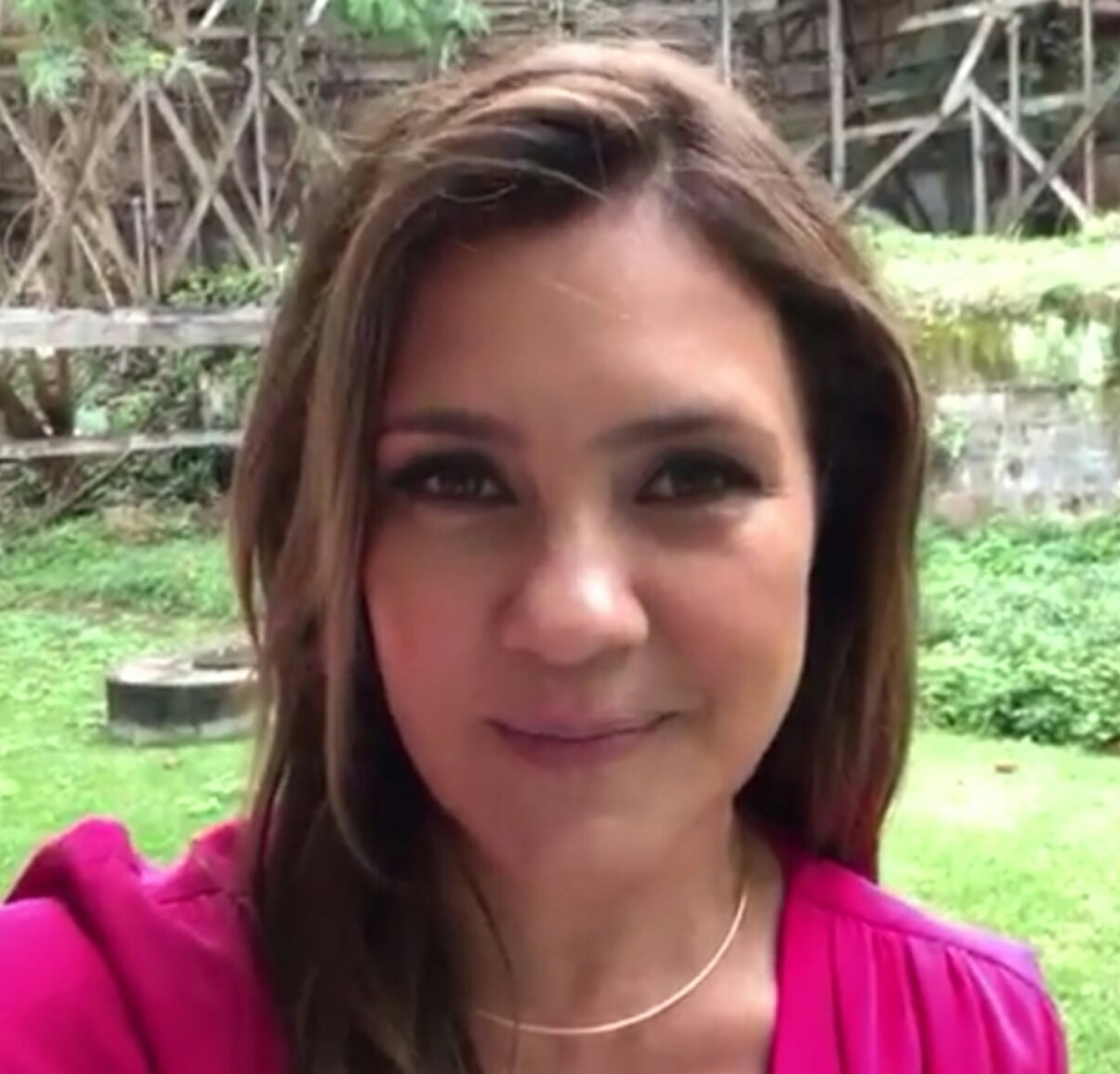
Adriana Esteves nel 2018

In attività dalla seconda metà degli anni Ottanta, ha lavorato al cinema e in televisione, apparendo soprattutto in telenovelas: a volte come protagonista, altre invece in ruoli negativi come Avenida Brasil , dove ha dato volto alla malvagia Carmen Lucia e Babilônia. Ha ricevuto due candidature all'Emmy per i ruoli svolti nelle miniserie Dalva e Herivelto: Uma Canção de Amor e Justiça. 

## Vita privata
In seconde nozze ha sposato il collega Marco Ricca, col quale ha messo al mondo un figlio; questo matrimonio si è concluso col divorzio, così come il primo. Dal 2006 è moglie di un altro attore, Vladimir Brichta, padre del suo secondogenito, anche questo un maschio.